# Robert Stebbins
Pour les articles homonymes, voir Stebbins.
 (septembre 2022).
La mise en forme du texte ne suit pas les recommandations de Wikipédia : il faut le « wikifier ».
Les points d'amélioration suivants sont les cas les plus fréquents. Le détail des points à revoir est peut-être précisé sur la page de discussion.
- Les titres sont pré-formatés par le logiciel. Ils ne sont ni en capitales, ni en gras.
- Le texte ne doit pas être écrit en capitales (les noms de famille non plus), ni en gras, ni en italique, ni en « petit »…
- Le gras n'est utilisé que pour surligner le titre de l'article dans l'introduction, une seule fois.
- L'italique est rarement utilisé : mots en langue étrangère, titres d'œuvres, noms de bateaux, etc.
- Les citations ne sont pas en italique mais en corps de texte normal. Elles sont entourées par des guillemets français : « et ».
- Les listes à puces sont à éviter, des paragraphes rédigés étant largement préférés. Les tableaux sont à réserver à la présentation de données structurées (résultats, etc.).
- Les appels de note de bas de page (petits chiffres en exposant, introduits par l'outil «  Source ») sont à placer entre la fin de phrase et le point final[comme ça].
- Les liens internes (vers d'autres articles de Wikipédia) sont à choisir avec parcimonie. Créez des liens vers des articles approfondissant le sujet. Les termes génériques sans rapport avec le sujet sont à éviter, ainsi que les répétitions de liens vers un même terme.
- Les liens externes sont à placer uniquement dans une section « Liens externes », à la fin de l'article. Ces liens sont à choisir avec parcimonie suivant les règles définies. Si un lien sert de source à l'article, son insertion dans le texte est à faire par les notes de bas de page.
- La présentation des références doit suivre les conventions bibliographiques. Il est recommandé d'utiliser les modèles {{Ouvrage}}, {{Chapitre}}, {{Article}}, {{Lien web}} et/ou {{Bibliographie}}. Le mode d'édition visuel peut mettre en forme automatiquement les références.
- Insérer une infobox (cadre d'informations à droite) n'est pas obligatoire pour parachever la mise en page.

Pour une aide détaillée, merci de consulter Aide:Wikification.
Si vous pensez que ces points ont été résolus, vous pouvez retirer ce bandeau et améliorer la mise en forme d'un autre article.
Robert A. Stebbins est auteur, chercheur et universitaire. Il est professeur émérite à l'Université de Calgary.
Stebbins a publié plus de 300 articles de recherche et est l'auteur de 60 livres et monographies. La majeure partie de son travail dans les études sur les loisirs s'est concentrée sur les amateurs, les bénévoles de carrière, les loisirs sérieux (selon sa formule).
Stebbins est l'ancien président de l'Association canadienne de sociologie et d'anthropologie  et de la Fédération canadienne des sciences sociales. Il est récipiendaire du prix pour contribution exceptionnelle de l'Association canadienne de sociologie et d'anthropologie  et du prix Marguerite Dentinger de l'ACFA. Il a été élu membre de la Société royale du Canada en 1999.

## Éducation
Stebbins a obtenu sa Licence au Macalester College en 1961, puis a terminé sa maîtrise et ses études doctorales en sociologie à l'Université du Minnesota en 1962 et 1964 respectivement.

## Carrière
Juste après son doctorat, Stebbins a été nommé professeur non titulaire[Quoi ?] de sociologie au Presbyterian College, où il a enseigné pendant un an avant d'enseigner à l'Université Memorial de Terre-Neuve en tant que professeur adjoint de 1965 à 1968. Pendant les trois années suivantes, Stebbins a été professeur agrégé et chef du Département de sociologie et d'anthropologie, puis a enseigné comme professeur de 1971 à 1973. Il a rejoint l'Université du Texas à Arlington en tant que professeur de sociologie pour un mandat de trois ans. En 1976, Stebbins a déménagé des États-Unis au Canada et a rejoint l'Université de Calgary en tant que chef du département de sociologie jusqu'en 1982, puis a enseigné en tant que professeur jusqu'en 1999. En 2000, il est promu professeur de faculté puis professeur émérite de sociologie.
Stebbins a été président de l'Association canadienne de sociologie et d'anthropologie de 1987 à 1990 et de la Fédération canadienne des sciences sociales de 1990 à 1993. De 1997 à 2002, Stebbins a été associé à la World Leisure and Recreation Association (WLRA) en tant que membre du conseil d'administration. Il est devenu membre senior de la World Leisure Academy et vice-président du Research Committee 13 (sociologie des loisirs) de l'International Sociological Association en 2010.

### Recherche et travail
Robert Stebbins a mené des recherches qualitatives approfondies sur l'humour, le travail, les loisirs, les dimensions travail et loisirs de la déviance et la base de loisirs des communautés francophones hors Québec. La majeure partie de son travail dans les études sur les loisirs s'est concentrée sur les amateurs, les bénévoles de carrière, les loisirs sérieux et occasionnels et la perspective des loisirs sérieux (SLP), terme qu'il a inventé en 1982 et élaboré en 2007. Depuis le début de sa carrière, les travaux de Stebbin se sont concentrés sur le développement d'une théorie fondée sur les loisirs de tous types.
Un sous-domaine de recherche sur lequel Robert Stebbins a le plus travaillé est celui des musiciens amateurs. Il est l'auteur d'un article en 1969 sur les musiciens de jazz et le comportement à distance des rôles. Le but de cet article était de contrer la confusion et l'imprécision associées au concept de distance de rôle. Il a proposé une définition complète de la distance de rôle et a expliqué le concept et les types de comportements de distance de rôle et a élaboré ces concepts en observant les comportements de distance de rôle chez les musiciens de jazz. En 1978, Stebbins a fait des recherches sur la création de la haute culture et le rôle du musicien classique amateur américain. Il explique l'interaction de la haute culture avec les trois autres types de culture et étudie l'interaction des amateurs de jazz avec les professionnels du jazz pour expliquer le système professionnel-amateur-public. Il propose une nouvelle méthode pour analyser les hautes cultures. Un autre domaine de recherche crucial de Stebbins est la perspective des loisirs sérieux. Comme il s'agissait d'un terme qu'il a inventé lui-même, il a publié un article en 1982 expliquant le terme. Il décrit le plaisir sérieux comme les principaux chemins empruntés par les gens pour atteindre leur plein potentiel. Il explique les principaux types de perspective de loisirs sérieux  et dans un autre article, relie SLP avec barbotage. Il examine le barbotage en détail et explique également son rôle dans la création d'une carrière dans la musique et d'autres passe-temps sérieux.
La plupart des recherches de Stebbins sont consolidées et publiées sous forme de livres. Il est l'auteur de plus de 50 livres et monographies. En 1971, il a publié « Commitment to Deviance : The Nonprofessional Criminal in the Community » qui a été revu dans Social Forces comme un livre « utile non seulement à ceux qui s'intéressent à l'étude de la déviance, mais à ceux qui s'intéressent à l'idée d'engagement en tant que moyen d'étudier tout type de comportement. Dans la revue, le livre est également recommandé aux "professions qui traitent des problèmes des déviants publiquement étiquetés". Stebbins a publié « Amateurs : à la marge entre travail et loisirs » en 1979. Ce livre met en lumière trois communautés d'amateurs et montre les caractéristiques de la perspective amateur. Marianne Gosztonyi Ainley de University of Chicago Press Journals écrit que l'auteur "offre des définitions utiles pour les amateurs et les professionnels" et que "une grande partie du texte qui suit est d'esprit sociologique". En 1991, Lori V. Morris passe en revue le livre de Stebbins "The Laugh-Makers: Stand-Up Comedy as Art, Business, and Life-Style.", Et écrit que le livre "tente de couvrir beaucoup de terrain". Elle déclare en outre que "toute personne ayant la curiosité d'un fan pour les comédiens trouverait probablement ce livre intéressant.". En 1996, Stebbins a publié un livre intitulé "The Barbershop Singer: Inside the Social World of a Musical Hobby". Stan Parker de l'Université de Brighton qualifie le livre de "court mais très lisible" et écrit que l'idée du livre vaut "la peine d'être conservée".
Dans The Serious Leisure Perspective (2020), Stebbins propose une synthèse des 47 années de travail sur le SLP. Il s'est beaucoup impliqué pour tenter de faire connaitre son travail dans le monde francophone, bien qu'il soit prioritairement d’expression anglaise.

## Récompenses et honneurs
- 1996 - Membre élu, Académie des sciences du loisir
- 1996 - Prix de recherche distingué, Université de Calgary
- 1997 - Prix pour contribution exceptionnelle, Association canadienne de sociologie et d'anthropologie[4]
- 1999 – Membre élu, Société royale du Canada[5]
- 2003 - Prix Marguerite Dentinger, ACFA
- 2010 - Élu Senior Fellow et membre fondateur, World Leisure Academy
- 2019 - Membre honoraire à vie de la Leisure Studies Association[16]